# Понеділок — день звичайний
«Понеділок — день звичайний» — радянський телефільм 1984 року, знятий режисером Валеріаном Квачадзе на кіностудії «Грузія-фільм».

## Сюжет
Кіноповість про звичайний робочий день голови міськвиконкому Рамаза Павловича Аваліані. До нього на прийом приходять різні люди, з різними цілями, і всім він намагається допомогти, вникнути у всі прохання, вирішити всі суперечки.

## У ролях
- Тенгіз Арчвадзе — Рамаз Павлович Аваліані, голова міськвиконкому
- Марина Джанашія — Марина, кореспондент із газети
- Лалі Бадурашвілі — Лалі, секретар голови міськвиконкому, двоюрідна сестра Джемала
- Тамара Схіртладзе — Венера Хурцидзе, непоступлива сусідка
- Михайло Вашадзе — Міміношвілі, непоступливий сусід
- Гіві Берікашвілі — Абутідзе, відвідувач із «сигналами» на громадян
- Варлам Ніколадзе — Кобалава, винахідник
- Зейнаб Боцвадзе — Сусана Мелітонівна, завідувачка дитсадка
- Н. Паїчадзе — Ната, друкарка в міськвиконкомі
- Валеріан Квачадзе — Мухтар Ібрагіді, лазневий фахівець
- Григол Талаквадзе — Давид Шалвович Голкієлі, заслужений педагог республіки, книжковий колекціонер
- Зиновій Гердт — Самуїл Якович Фанштейн, директор цирку
- Рамаз Гіоргобіані — Шаламберідзе
- Гія Бадрідзе — Симон Георгійович Давіташвілі
- Мераб Тавадзе — Гелашвілі, директор заводу
- Теона Чарквіані — Ліа, наречена
- Георгій Хобуа — Гія Авазішвілі, наречений
- В. Ніколаїшвілі — Михайло Месхі, капітан дитячої дворової футбольної команди
- А. Геворкян — Гарінча, футболіст дитячої дворової команди

## Знімальна група
- Режисер — Валеріан Квачадзе
- Сценарист — Олександр Чхаїдзе
- Оператор — Ніколос Сухішвілі
- Композитор — Отар Тактакішвілі
- Художник — Джемал Мірзашвілі